# Dulce Nombre de Jesús (Costa Rica)
Dulce Nombre de Jesús es un distrito del cantón de Vázquez de Coronado, en la provincia de San José, de Costa Rica.
El distrito se caracteriza por su alta ruralidad y abundantes recursos naturales, como el parque nacional Braulio Carrillo o el río Patria. También se caracteriza por su alta producción lechera.

## Toponimia
El nombre del distrito se debe a la devoción cristiana al Dulce Nombre de María, madre de Jesús de Nazaret. El distrito anteriormente llevó el nombre de Jesús.

## Historia
Dulce Nombre de Jesús es uno de los tres distritos originales del cantón, fundado en 1910. Inicialmente el distrito llevaba el nombre de Jesús, más para el censo del año 2000 ya aparecía registrado con un nombre más extenso. Del distrito Dulce Nombre de Jesús se segregaría el distrito de Patalillo en 1968, y posteriormente el distrito de Cascajal en 1988, que tomó gran parte del territorio de Dulce Nombre de Jesús.

## Ubicación
Se ubica en el oeste del cantón y limita al noroeste con el cantón de Heredia, al oeste con los cantones de San Isidro y Moravia, al sur con los distritos de Patalillo y San Isidro, al sureste con el distrito de San Rafael y al este con el distrito de Cascajal.

## Geografía
Dulce Nombre de Jesús cuenta con un área de 67,92 km² y una altitud media de 1345 m s. n. m.

## Demografía
Para el año 2022, Dulce Nombre de Jesús cuenta con una población estimada de 11 193 habitantes, y para el último censo efectuado, en 2011, Dulce Nombre de Jesús contaba con una población de 9744 habitantes.

## Localidades
- Barrios: Calera, Carmen, Gemelas, Josué, Manzanos, Murtal, Sitrae, Valle Feliz.
- Poblados: Alto Palma (parte), Platanares, Rodeo (parte).

## Cultura

### Educación
Ubicadas propiamente en el distrito de Dulce Nombre de Jesús se encuentran los siguientes centros educativos:
- Escuela de Dulce Nombre
- Liceo Hernán Zamora Elizondo

### Sitios de interés
- Parque nacional Braulio Carrillo
- Antiguo Arsenal Nacional

## Transporte

### Carreteras
Al distrito lo atraviesan las siguientes rutas nacionales de carretera:
- Ruta nacional 32
- Ruta nacional 307
- Ruta nacional 309

## Concejo de distrito
El concejo de distrito de Dulce Nombre de Jesús vigila la actividad municipal y colabora con los respectivos distritos de su cantón. También está llamado a canalizar las necesidades y los intereses del distrito, por medio de la presentación de proyectos específicos ante el Consejo Municipal. La presidenta del concejo del distrito es la síndica propietaria del Partido Liberación Nacional, Ana Cecilia Núñez González.
El concejo del distrito se integra por:
| #                       | Partido                             | Nombre                     |
| Síndico propietario     | Síndico propietario                 | Síndico propietario        |
| ----------------------- | ----------------------------------- | -------------------------- |
| 1                       | Partido Liberación Nacional         | Ana Cecilia Núñez González |
| Síndico suplente        |                                     |                            |
| 2                       | Partido Liberación Nacional         | Steven Díaz Ávila          |
| Concejales propietarios |                                     |                            |
| 3                       | Partido Auténtico Labrador          | Mayra Solís León           |
| 4                       | Partido Liberación Nacional         | Francisco Hernández Lezama |
| 5                       | Partido Progreso Social Democrático | Sebastián Soto Gutiérrez   |
| 6                       | Partido Unidad Social Cristiana     | Gerardo Fernández Bolaños  |
| Concejales suplentes    |                                     |                            |
| 7                       | Partido Auténtico Labrador          | Wendell Sandoval Hernández |
| 8                       | Partido Liberación Nacional         | Fernando Blanco Barquero   |
| 9                       | Partido Progreso Social Democrático | Teresa Quirós Quirós       |
| 10                      | Partido Unidad Social Cristiana     | Rudy Ruiz Obando           |